# Johann Samuel Ersch
Johann Samuel Ersch (1766-1828) (* Großglogau, 23 de Junho de 1766 - Halle an der Saale, 16 de Janeiro de 1828), foi bibliógrafo, bibliófilo e bibliotecário alemão, é considerado o Fundador da Bibliografia Alemã.

## Biografia
Johann Samuel Ersch nasceu na cidade de Großglogau (atual Głogów), na Silésia.  Em 1785 ele entrou para a Universidade de Halle com o objetivo de estudar teologia, porém, em pouco tempo se interessou por história, bibliografia e geografia.  Em Halle, fez amizade com o professor de geografia,  Johann Ernst Fabri (1755-1825), e quando Fabri se tornou professor de história e estatística da Universidade de Jena, Ersch o acompanhou e o ajudou na preparação de várias obras.
Em 1788 ele publicou o Verzeichnis aller anonymischen Schriften (Catálogo de todas as publicações anônimas), como suplemento para a 4ª edição da obra Das Gelehrte Teutschland (Os educadores da Alemanha) de Johann Georg Meusel (1743-1820) .  As pesquisas requeridas para esta obra o impulsionaram para a preparação de um Repertório Universal de revistas alemãs e coleções de periódicos de história, geografia e ciências correlacionadas (Repertorium uber die allgemeinen deutschen Journale und and ere periodische Sammlungen für Erdbeschreibung, Geschichte, und die damit verwandten Wissenschaften, Lemgo, 1790-1792).  A popularidade que esta publicação adquiriu o estimulou a contribuir com Christian Gottfried Schütz (1747-1832) e Christoph Wilhelm Hufeland (1762-1836) na preparação de um Repertório Universal de Literatura (Allgemeines Repertorium der Literatur), publicado em 8 volumes (Jena e Weimar, 1793-1809), os quais condensavam produções literárias de 15 anos (1785-1800), e incluíam um relatório não apenas dos livros publicados durante aquele período, mas também de artigos publicados em periódicos e revistas, contendo até mesmo as críticas aos quais os livros eram endereçados.
Embora comprometido com esta grande obra, Ersch também planejou A França Literária (La France littéraire), a qual foi publicada em Hamburg contendo 5 volumes, de 1797 a 1806.  Em 1795 ele foi para Hamburg como editor do Nova Gazeta de Hamburg, que tinha sido fundado por Victor Klopstock (1744–1811), irmão do poeta alemão Friedrich Gottlieb Klopstock (1724-1803), mas voltou em 1800 para Jena para fazer parte ativamente do Allgemeine Literaturzeitung (Gazeta Literária Universal).  No mesmo ano ele ocupou o posto de bibliotecário da Universidade de Jena, e por volta de 1802 se tornou professor de filosofia.
Em 1803 Ersch aceitou a cadeira de geografia e de estatística da Universidade de Halle, e em 1808 se tornou bibliotecário.  Nessa época publicou um Manual de Literatura Alemã desde o século XVIII até recentemente (Handbuch der deutschen Literatur seit der Mitte des 18. Jahrh. bis auf die neueste Zeit (Leipzig, 1812–1814), e em colaboração com Johann Gottfried Gruber, a obra Enciclopédia Universal das Ciências e das Artes (Leipzig. 1818), a qual ele continuou até o volume 21.  A precisão, complexidade e a dimensão desta obra monumental a tornaram um indispensável livro de referência.